# Касарес (Малага)
Касарес (ісп. Casares) — муніципалітет в Іспанії, у складі автономної спільноти Андалусія, у провінції Малага. Населення — 5182 особи (2010).
Муніципалітет розташований на відстані близько 460 км на південь від Мадрида, 85 км на захід від Малаги.
На території муніципалітету розташовані такі населені пункти: (дані про населення за 2010 рік)
- Касарес: 2652 особи
- Секадеро: 1085 осіб
- Касарес-Коста: 1445 осіб

## Демографія
Динаміка населення (INE ):

## Галерея зображень

Розташування муніципалітету у провінції Малага
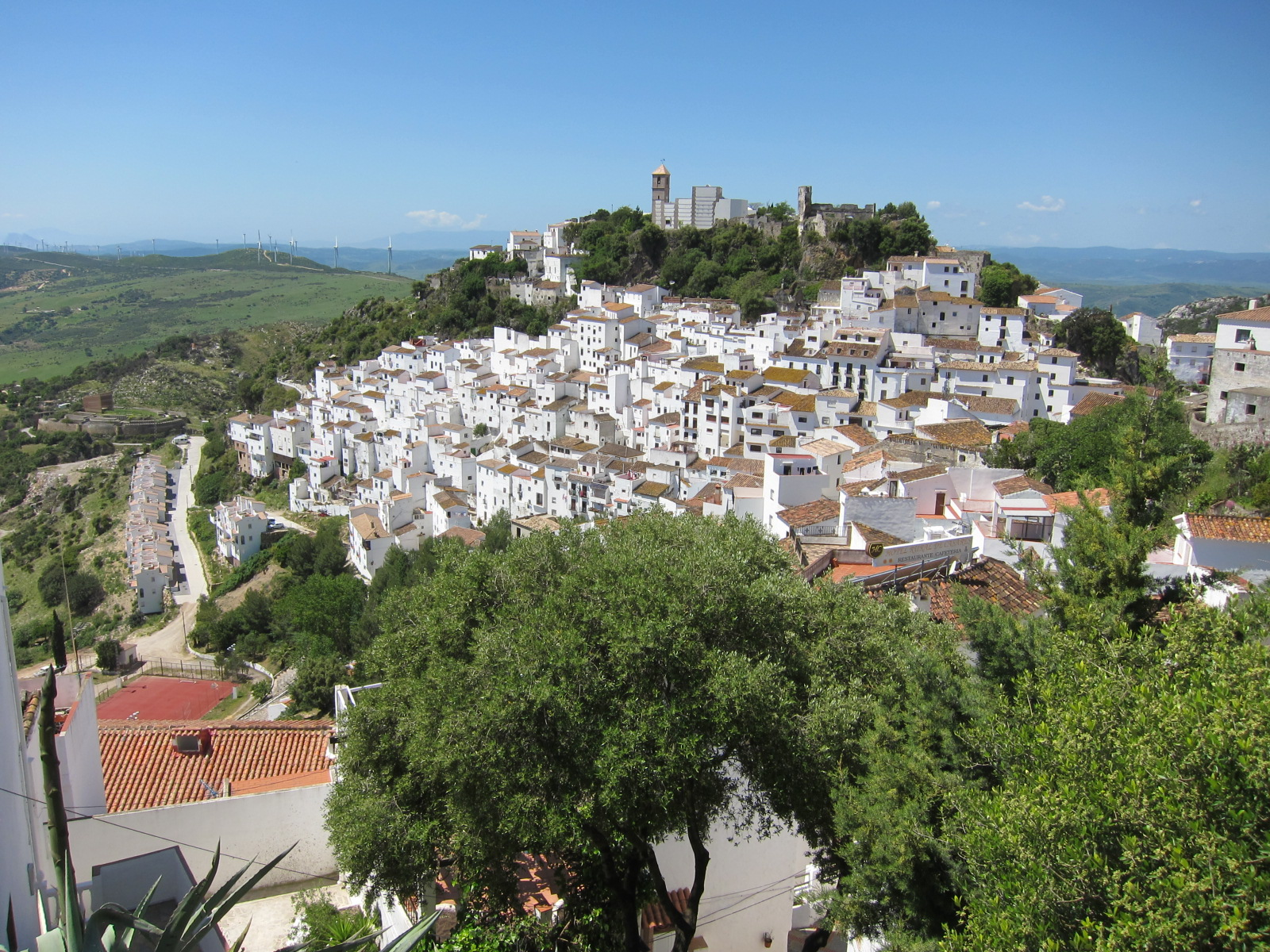
Панорама міста Касарес
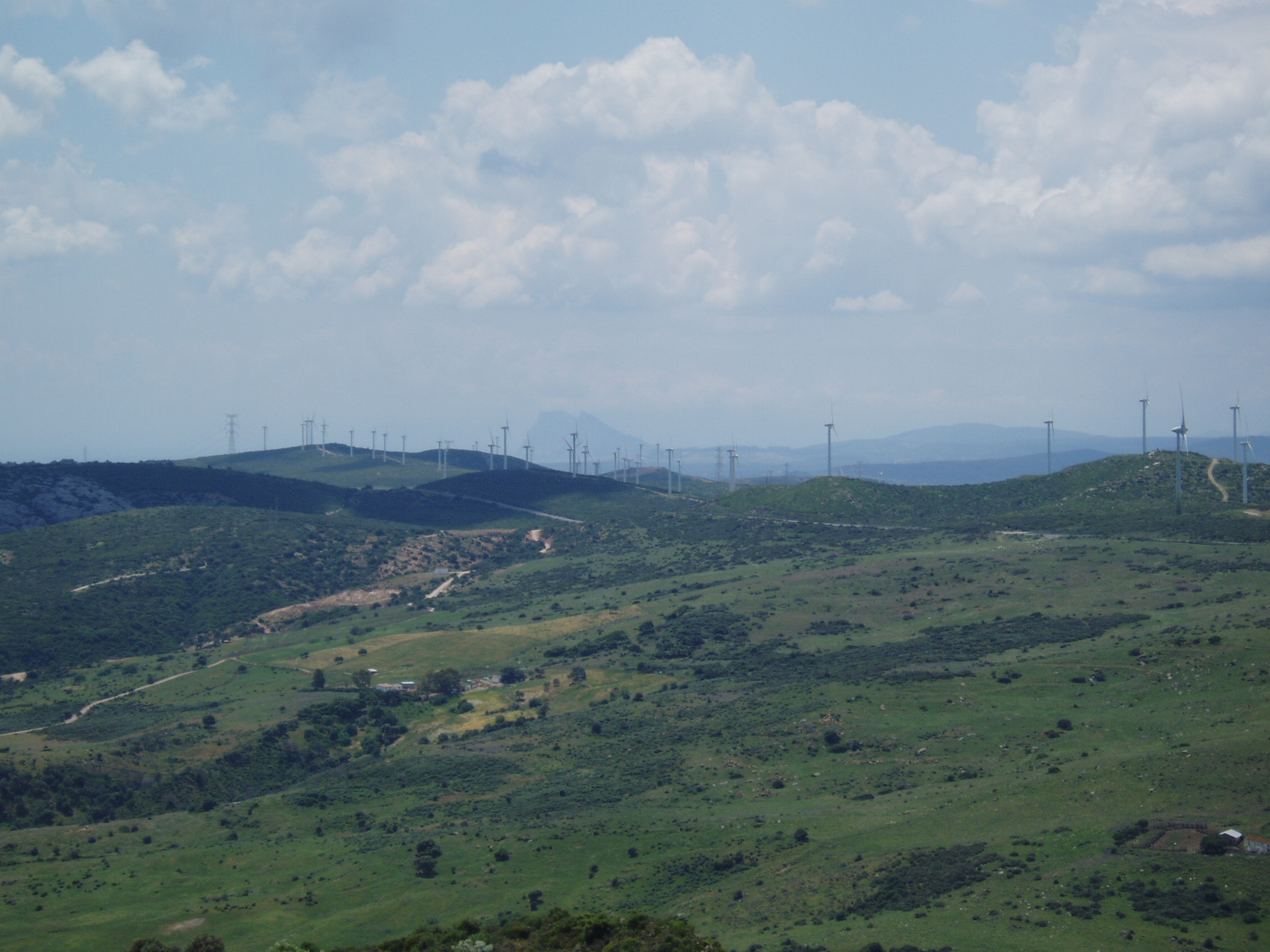
Касарес, вітрогенератори
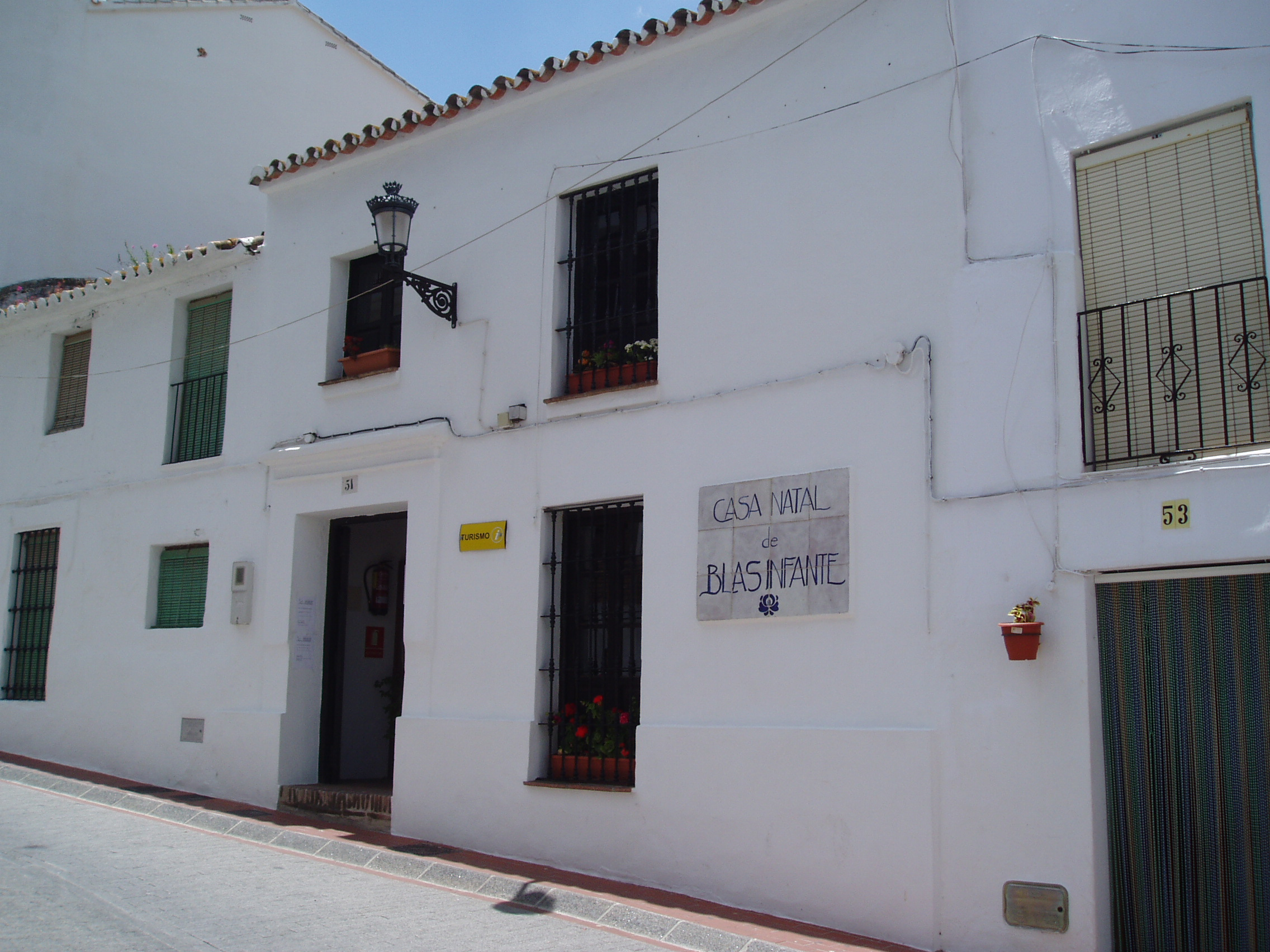
Дім, де народився Блас Інфанте